# Branko Pintarič
Branko Pintarič (30. ožujka, 1967.) slovenski (prekomurski) je glumac i pisac.
Rođen je u Murski Soboti, u Prekmurju, u Rogašovcima je odrasao, danas na Cankovi živje. U Soboti je studirao u gimnaziji, zatem je studirao filozofiju.
U Prekmurju i u Mađarskoj ustrojava kazališne skupine i piše igre u prvom redu na prekomurskom jeziku. 2007. godine je izdao djecju knjigu Kak so šli v lejs trejbit/Kako so šli drvarit na prekomurskom i slovenskom jeziku.
2008. godine Pintarič je izjavio u novinama Večer, da: Prekmurština mi nije narječje, ali jezik. Pintarič se trudi održavati i čuvati prekomurski jezik. 2012. godine je objavljena prekomursko-slovenska zbirka pjesama: Kmični smej/Temni smeh.

## Vanjske poveznice
- "Zame prekmurščina ni narečje, temveč jezik" (vecer.com)  Arhivirana inačica izvorne stranice od 16. srpnja 2012. (Wayback Machine)
- SREČANJE SLOVENSKI GLEDALIŠČNIKOV (Krajinski Park Goričko)
- Komiki iz Štefanovec šli na morje (sobotainfo.com)
- Kak so šli v lejs trejbit ali Kako so šli drvarit (sobotainfo.com)